# Maria Liku
Maria Liku (* 27. April 1990 in Levuka) ist eine fidschianische Gewichtheberin. Sie nahm an den Olympischen Sommerspielen 2012 in London teil und errang in der Gewichtsklasse bis 63 kg einen sechsten Platz. Damit erreichte sie die bislang beste Platzierung aller Athleten Fidschis bei Olympischen Spielen.
Zudem gewann sie bei den Pazifikspielen 2011 eine Goldmedaille in der Gewichtsklasse bis 58 kg; 2015 konnte sie in derselben Gewichtsklasse einen vierten Rang erreichen.